# 크립 캠프 - 장애는 없다
크립 캠프 - 장애는 없다(Crip Camp)는 미국에서 제작된 짐 레브레흐트 감독의 2020년 다큐멘터리 영화이다. 니콜 뉴햄 등이 제작에 참여하였다.
2020년 1월 23일 선댄스 영화제를 통해 전 세계 초연되었으며 이 영화제에서 오디언스상을 수상했다. 2020년 3월 25일 넷플릭스를 통해 개봉하였고 평론가들로부터 좋은 평가를 받았다.

## 같이 보기
- 2020년 영화